# Amoriinae
Amoriinae is een onderfamilie van weekdieren uit de klasse van de Gastropoda (slakken).

## Geslachten
- Amoria Gray, 1855
- Nannamoria Iredale, 1929
- Paramoria McMichael, 1960
- Cymbiola Swainson, 1831
- Melo Broderip in Sowerby I, 1826
- Notovoluta Cotton, 1946
- Volutoconus Crosse, 1871